# Bogoriasjön
Bogoriasjön är en saltsjö söder om Baringosjön i Kenya. Sjön ingår i Östafrikanska gravsänkesystemet och har en av världens största populationer av mindre flamingo. Den skyddas av Ramsarkonventionen.
Sjön ligger på land som historiskt tillhört endorois, ett kalenjinfolk. 60 000 personer ur den etniska gruppen tvångsförflyttades från området 1973 för att ge plats åt ett naturreservat, och sedan dess har man kämpat för att få tillgång till området, som i kraft av turistattraktion är ekonomiskt värdefullt. I början av 2010 fattade Afrikanska unionen beslut om att betrakta avvisningen som olaglig, och att kräva att marken återlämnades.